# Incidentes das bofetadas de George S. Patton

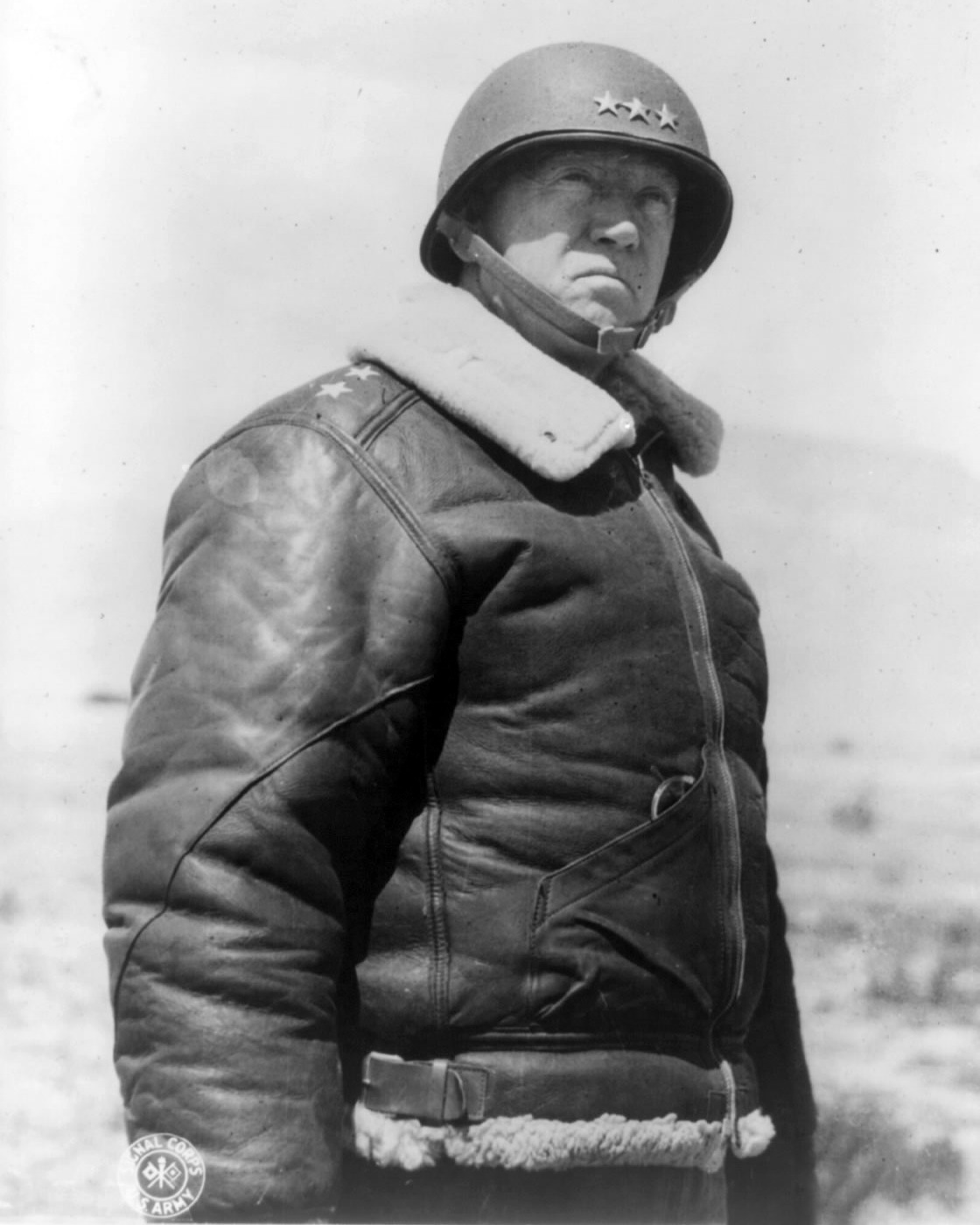
Patton em 1943, comandante do Sétimo Exército dos Estados Unidos durante a Campanha da Sicília.

Os incidentes das bofetadas de George S. Patton ocorreram no início de agosto de 1943 quando o tenente-general George S. Patton bateu em dois soldados do Exército dos Estados Unidos que estavam sob seu comando durante a Campanha da Sicília na Segunda Guerra Mundial. A personalidade linha dura de Patton e sua descrença na condição médica de transtorno de estresse pós-traumático, então conhecida como "fadiga de combate" ou "trauma pós guerra", fez com que os soldados se tornassem alvos de sua ira em incidentes nos dias 3 e 10 de agosto, quando o general bateu e repreendeu os dois homens depois de descobrir que ambos eram pacientes de hospitais de evacuação longe das linhas de frente sem terem sofrido nenhum ferimento físico aparente.
Relatos dos acontecimentos espalharam-se, por fim chegando no general Dwight D. Eisenhower, o superior de Patton, que ordenou que ele se desculpasse para os homens. As ações de Patton foram inicialmente suprimidas na mídia até o jornalista Drew Pearson publicá-las nos Estados Unidos. O Congresso e o público norte-americano em geral tanto apoiaram quanto condenaram o general pelos incidentes, porém Eisenhower e o general George Marshall, o Chefe do Estado Maior do Exército, reconheciam o valor de Patton para o esforço de guerra e optaram por não o dispensarem do serviço. Ele mesmo assim foi retirado do combate por um período de quase um ano.
Eisenhower aproveitou a oportunidade criada pelo problema e usou Patton como chamariz na Operação Fortitude de desinformação, enviando inteligências falsas para a Alemanha Nazista que Patton estava preparando o Primeiro Grupamento do Exército para uma invasão de Pas-de-Calais na França. O general retornou para o combate em 1944 como comandante do Terceiro Exército, porém os incidentes das bofetadas foram vistos por Eisenhower, Marshall e outros líderes como exemplos da impulsividade e impetuosidade de Patton. Sua carreira acabou paralisada enquanto subordinados como Omar Bradley tornaram-se seus superiores.

## Antecedentes

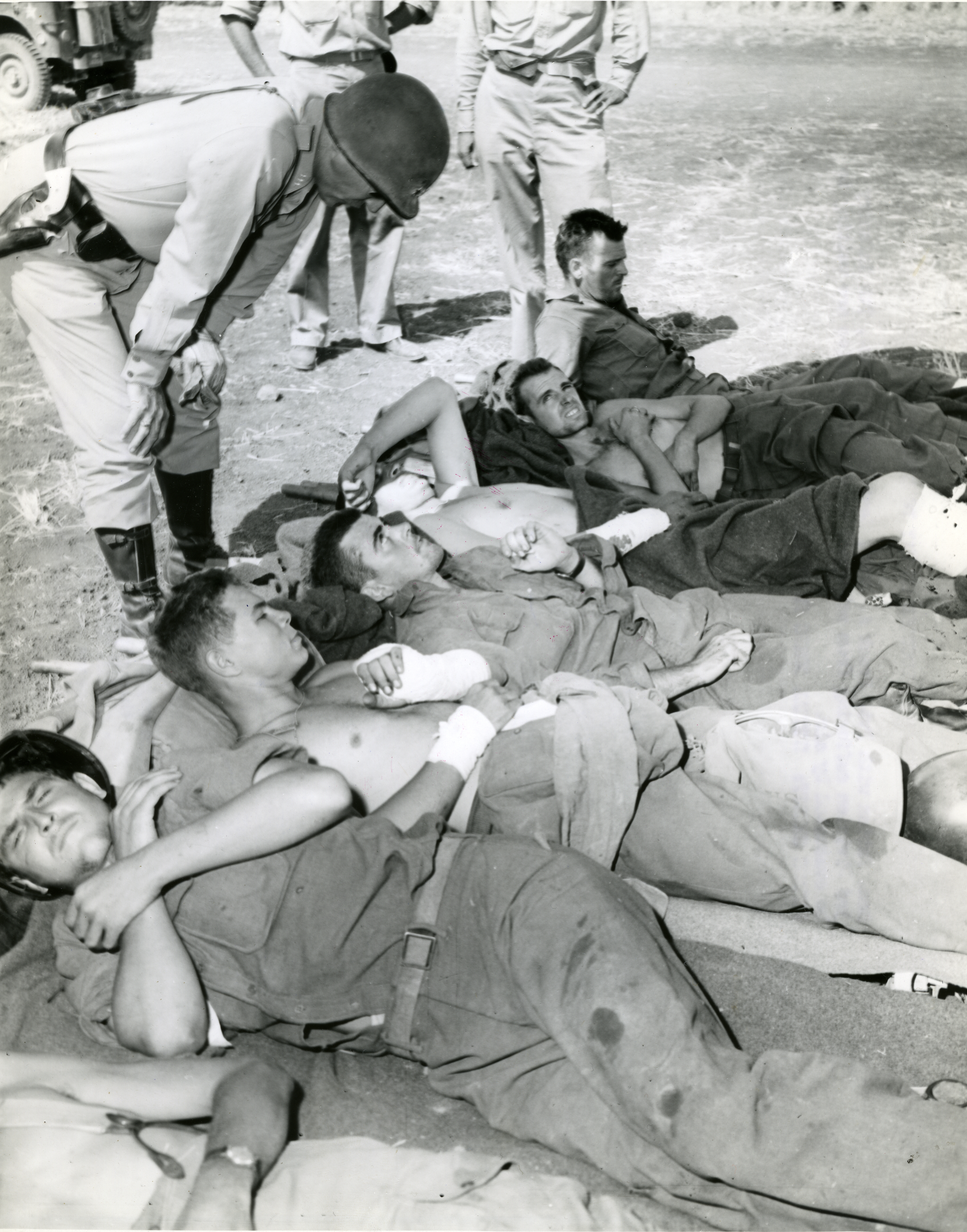
Patton em 1943 conversando com soldados feridos esperando para serem evacuados.

A invasão Aliada da Sicília na Segunda Guerra Mundial começou em 10 de julho de 1943, com o tenente-general George S. Patton desembarcando noventa mil homens do Sétimo Exército dos Estados Unidos perto de Gela, Scoglitti e Licata a fim de apoiar o desembarque do 8º Exército Britânico do general Bernard Montgomery ao norte. Patton inicialmente recebeu ordens de proteger o flanco das forças britânicas, porém acabou tomando a cidade de Palermo depois do exército de Montgomery ter sido retardado por uma grande resistência de tropas da Alemanha Nazista na Itália. O general norte-americano então virou-se para Messina. Ele procurou um ataque anfíbio, porém foi atrasado pela falta de veículos de desembarque e suas tropas só alcançaram a Ilha de Santo Estêvão em 8 de agosto, época em que os alemães e italianos já tinha evacuado a maior parte de suas forças para a Itália continental. As tropas de Patton participaram ativamente do combate contra os exércitos alemão e italiano durante a campanha enquanto forçavam seu avanço através da ilha.
Patton tinha desenvolvido uma reputação no exército como um comandante eficiente, bem sucedido e também muito linha dura, punindo seus subordinados pelos menores erros mas também recompensando-os caso cumprissem bem seu dever. Ele criou deliberadamente uma imagem chamativa e distinta com o objetivo de inspirar suas tropas. O general ficou conhecido por suas vestimentas bem arrumadas e chamativas, botas e capacete altamente polidos e comportamento sem limites e extremamente direto. O general Dwight D. Eisenhower, o comandante geral das operações na Sicília e amigo de longa data e oficial superior de Patton, há muito conhecia o estilo de liderança pitoresco de seu subordinado, também sabendo que Patton era particularmente propenso à impulsividade e à falta de autocontrole.

### Fadiga de batalha
O Exército dos Estados Unidos até a Primeira Guerra Mundial considerava os sintomas de fadiga de batalha como uma espécie de covardia ou como tentativas de evitar o serviço de combate. Soldados que relatavam esses tipos de sintomas recebiam um tratamento severo. Acredita-se que os dois soldados que Patton bateu estavam na época sofrendo de "fadiga de batalha", também conhecida como "trauma pós guerra" ou "estresse de batalha". Atualmente, essa condição é caracterizada como uma forma de transtorno de estresse pós-traumático, que pode ser resultado de uma exposição prolongada à morte e destruição, dentre outros eventos traumáticos. Apesar das causas, sintomas e efeitos da condição já serem familiares para médicos na época dos incidentes, ela era menos compreendida entre círculos militares.
Uma lição importante aprendida na Campanha da Tunísia foi que baixas neuropsiquiátricas tinham que ser tratadas o mais rápido possível e não evacuadas da zona de combate. Entretanto, isto não foi feito nos estágios iniciais da Campanha da Sicília, com grandes números de baixas neuropsiquiátricas acabando por serem evacuadas para o Norte da África, com o resultado sendo que os tratamentos ficaram mais complicados e apenas quinze por cento delas chegaram a voltar para a batalha. O sistema foi melhor organizado a medida que a campanha prosseguiu, com quase metade sendo restauradas para o serviço de combate.
Patton conversou algum tempo antes dos "incidentes das bofetadas" com seu colega o major-general Clarence R. Huebner, o recém nomeado comandante da 1ª Divisão de Infantaria, em que os dois soldados envolvidos serviam. Ele pediu um relatório a Huebner, com este respondendo: "As linhas de frente parecem estar diluindo. Parece que há um grande número de 'fingidores' nos hospitais, fingindo doença para evitar o serviço de combate". Patton pessoalmente não acreditava que a condição era remotamente real. Ele emitiu no dia 5 de agosto daquele ano uma diretiva para seus comandantes proibindo "fadiga de batalha" no Sétimo Exército:
| “ | Chegou à minha atenção que um número bem pequeno de soldados estão indo para o hospital sob o pretexto que estão nervosamente incapazes de combate. Tais homens são covardes e trazem descrédito para o exército e desgraça para seus camaradas, a quem sem coração deixam para suportar os perigos da batalha enquanto eles, por si só, usam o hospital como um meio de escape. Vocês tomarão medidas a fim de garantir que tais casos não sejam enviados para o hospital, mas lidados em suas unidades. Aqueles que não estão dispostos a lutar serão julgados em corte marcial por covardia enfrentando o inimigo. | ” |

## Incidentes

### 3 de agosto
O soldado Charles H. Kuhl da Companhia L, 26º Regimento de Infantaria, apresentou-se em 2 de agosto de 1943 a uma estação de auxílio da Companhia C, 1º Batalhão Médico. Kuhl estava há oito meses no exército e fora designado para a 1ª Divisão de Infantaria em 2 de junho. Ele foi diagnosticado com "exaustão", diagnóstico que já tinha recebido três vezes desde o início da campanha. Da estação de auxílio foi evacuado para uma companhia médica e recebeu amobarbital. Notas em sua ficha médica indicam "estado de ansiedade psiconeurótica, moderadamente severa (soldado esteve no hospital duas vezes em dez dias. Ele, evidentemente, não consegue suportar o fronte. Ele retornou repetidas vezes)". O soldado então foi transferido no dia seguinte para o 15º Hospital de Evacuação perto de Nicósia a fim de passar por mais avaliações.
Patton chegou no hospital no mesmo dia acompanhado por vários oficiais médicos, parte de uma grande visita pelas tropas do II Corpo. Ele conversou com alguns pacientes no hospital, elogiando os fisicamente feridos. Ele então aproximou-se de Kuhl, que não parecia ter sofrido nenhum tipo de ferimento físico. O soldado estava sentado em um banco no meio de uma tenda cheia de homens feridos. Patton perguntou onde ele tinha sido ferido, com Kuhl supostamente tendo encolhido os ombros e respondido que estava "nervoso" e não ferido, dizendo "Acho que eu não aguento". O general "estourou imediatamente", batendo em Kuhl no queixo com suas luvas, em seguida agarrando-o pelo colarinho e o arrastando até a entrada da tenda. Patton o jogou para fora com um chute nas nádegas e gritou "Não admitam este filho da puta", exigindo que o soldado fosse enviado de volta para o fronte e dizendo "Você me ouviu, seu bastardo sem culhões? Você vai voltar para o fronte!".
Alguns auxiliares médicos pegaram Kuhl e o levaram para uma outra tenda, onde descobriu-se que ele estava com uma febre de 39 °C, sendo posteriormente diagnosticado com parasitas de malária. O soldado comentou algum tempo depois sobre o incidente, falando que "na época que aconteceu, [Patton] estava muito desgastado ... Acho que ele próprio estava sofrendo um pouco de fadiga de batalha". Kuhl depois escreveu para seus pais acerca do incidente, porém pediu para eles "só esqueçam a respeito". Patton fez notas sobre o evento na mesma noite em seu diário: "[Encontrei] o único covarde errante que eu já vi neste Exército. As companhias deveriam lidar com tais homens, e se eles fogem de seu dever, devem ser julgados por covardice e executados".
Patton estava acompanhado em sua visita pelo major-general John P. Lucas, que não viu nada de extraordinário no incidente. Ele escreveu depois da guerra que:
| “ | Sempre há um número de fracotes em qualquer Exército, e acho que o médico moderno está certo em classificá-los como doentes e tratá-los como tal. Entretanto, o homem com malária não passa tão rápido sua condição para seus camaradas quanto um com pé frio, nem a malária tem o efeito letal que o último tem. | ” |

### 10 de agosto
O soldado Paul G. Bennett da Bateria C, 17º Regimento de Artilharia de Campo, era um veterano de quatro anos do exército e tinha servido na 1ª Divisão desde março de 1943. Relatórios mostram que ele não tinha um histórico médico até 6 de agosto, quando um amigo foi ferido em combate. De acordo com um relatório, ele "não conseguia dormir e estava nervoso". Bennett foi levado para o 93º Hospital de Evacuação. O soldado estava com febre e também exibia sintomas de desidratação, incluindo fadiga, confusão e desatenção. Seu pedido para voltar a sua unidade foi negado pela equipe médica. Um dos oficiais médicos descreveu Bennett como:
| “ | A artilharia caindo sobre ele o incomodava. No dia seguinte estava preocupado sobre seu amigo e ficou mais nervoso. Ele foi enviado para o escalão da retaguarda por um auxiliar da bateria e lá o auxiliar médico lhe deu algum remédio que o fez dormir, porém ele ainda estava nervoso e perturbado. O oficial médico ordenou no dia seguinte que ele fosse evacuado, apesar do menino implorar para não ser evacuado pois não queria deixar sua unidade. | ” |

Patton entrou em uma das tendas do hospital em 10 de agosto, conversando calmamente com os feridos. Ele então aproximou-se de Bennett, que estava encolhido e tremendo, e perguntou qual era o problema. "São meus nervos", o soldado respondeu, "Não aguento mais as artilharias". O general supostamente ficou irado, batendo em Bennett no rosto. Patton começou a gritar: "Seu nervos, diabos, você é só um maldito covarde! Cale esse maldito choro! Eu não vou ter estes homens corajosos que foram baleados verem este bastardo amarelão sentado aqui chorando!" Patton supostamente bateu em Bennett de novo, arrancando o forro de seu capacete, ordenando então que o major Charles B. Etter não admitisse o homem no hospital. O general então ameaçou o soldado: "Você vai voltar para as linhas de frente e você pode ser baleado e morto, mas você vai lutar. Se não, vou te colocar em pé na frente de uma parede e fazer um esquadrão de fuzilamento te matar por isso. Na verdade, eu deveria atirar em você eu mesmo, seu maldito covarde chorão!" Patton sacou seu revólver ao dizer isto, fazendo com que o coronel Donald E. Currier, o oficial comandante do hospital, interviesse fisicamente para poder separar os dois. O general em seguida saiu da tenda, gritando para que os oficiais médicos enviassem Bennett para o fronte.
Patton em seguida continuou visitando o restante do hospital, mas mesmo assim ficou discutindo a condição de Bennett com Currier. Ele afirmou: "Eu não aguento, pensar em um bastardo amarelão sendo mimado faz meu sangue ferver", também comentando que "Eu não terei estes bastardos covardes andando por aí em nossos hospitais. Nós provavelmente teremos que atirar neles de qualquer maneira, ou criaremos uma raça de imbecis".

## Consequências

### Repreensão e desculpas

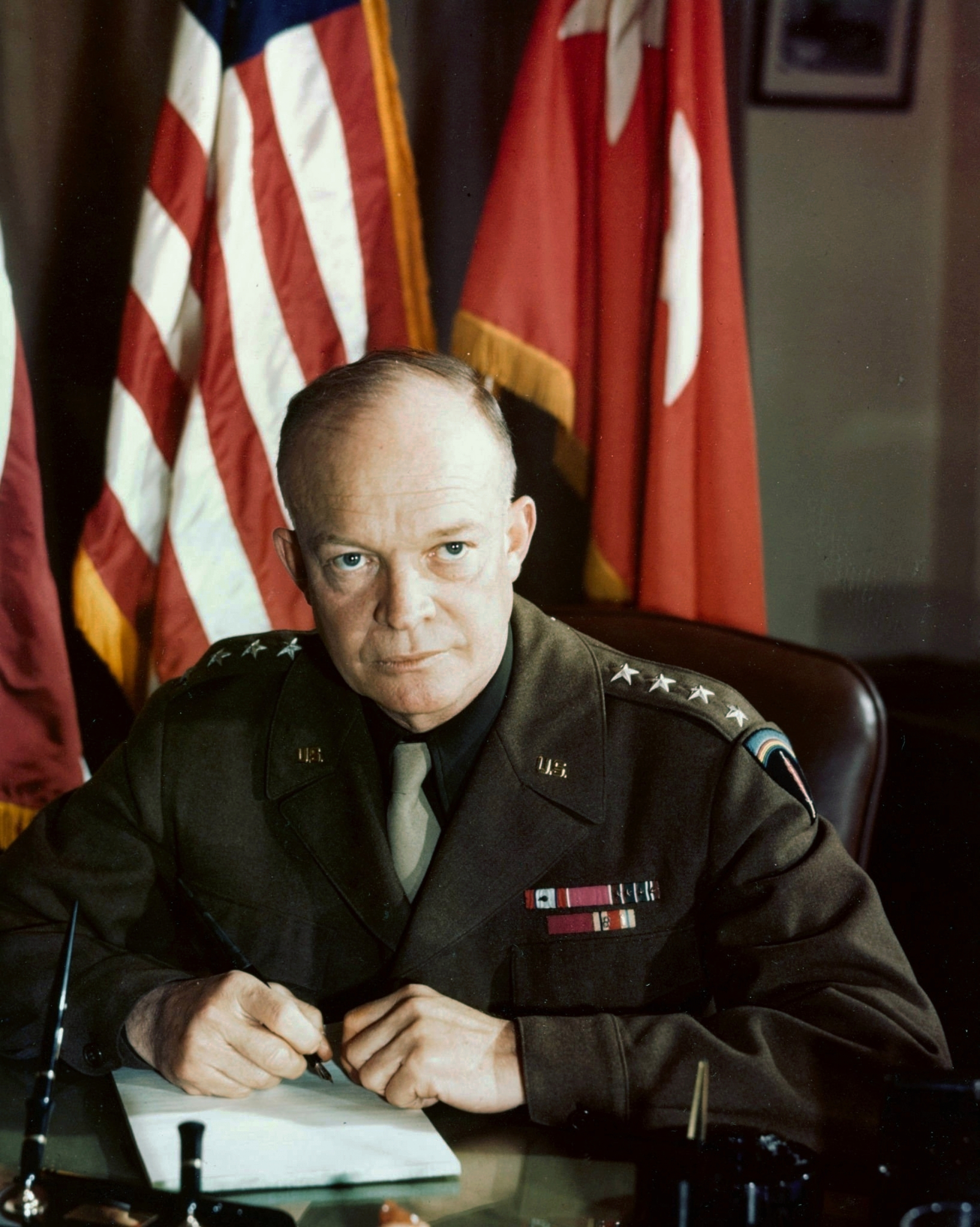
Eisenhower em 1943, comandante da invasão da Sicília. Ele criticou Patton particularmente pelos incidentes, porém recusou-se a dispensá-lo completamente.

O incidente de 10 de agosto, particularmente a visão de Patton ameaçando um subordinado com uma arma, perturbou muitos da equipe médica presentes. O coronel Richard T. Arnest, cirurgião do II Corpo, submeteu um relatório ao general de brigada William B. Kean, Chefe do Estado Maior do II Corpo, que o repassou para o tenente-general Omar Bradley, comandante da unidade. Bradley apenas trancou o relatório em seu cofre por lealdade a Patton. Arnest também enviou o relatório pelos canais médicos para o general de brigada Frederick A. Blesse, Cirurgião Geral do Quartel General da Força Aliada, que por sua vez o mandou para Eisenhower, que o recebeu em 16 de agosto. Este ordenou que Blesse fosse imediatamente para o comando de Patton a fim de verificar a veracidade das alegações. Eisenhower também formou uma delegação para investigar os incidentes a partir da perspectiva dos soldados, colocando Lucas, dois coronéis do Escritório do Inspetor Geral e o consultor médico tenente-general Perrin H. Long para entrevistarem os envolvidos. Long falou com as testemunhas dos incidentes, submetendo um relatório intitulado "Maltratamento de Pacientes em Tendas de Atendimento no 15º e 93º Hospitais de Evacuação", detalhando as ações de Patton em ambos os ocorridos.
Eisenhower ordenou em 18 de agosto que o Sétimo Exército fosse desmembrado, com apenas algumas de suas poucas unidades restantes ficando na guarnição da Sicília. A maioria das forças de combate seriam transferidas para o Quinto Exército sob o comando do tenente-general Mark W. Clark. Isto já havia sido planejado por Eisenhower, que tinha contado a Patton que o Sétimo Exército não faria parte da iminente invasão Aliada da Itália, marcada para setembro. Patton recebeu uma mensagem de Eisenhower no dia 20 de agosto sobre a chegada de Lucas em Palermo. O oficial superior disse a seu subordinado que era "altamente importante" que ele se encontrasse pessoalmente com Lucas o mais rápido possível, já que este estaria com uma mensagem importante. Blesse chegou em Argel na Argélia para averiguar a saúde das tropas evacuadas da Sicília. Ele recebeu ordens de Eisenhower para entregar uma carta secreta a Patton e investigar suas alegações. Nessa carta, Eisenhower contou que tinha sido informado dos incidentes das bofetadas. Ele afirmou que não abriria uma investigação formal sobre a questão, porém mesmo assim criticou Patton duramente:
| “ | Eu entendo claramente que medidas firmes e drásticas são às vezes necessárias para garantir os objetivos desejados. Porém isto não é desculpa para brutalidade, abuso do doente, nem exibição de temperamento incontrolável na frente de subordinados. ... Eu acredito que os serviços pessoais que você prestou nas últimas semanas aos Estados Unidos e à causa Aliada são de valor incalculável; mas mesmo assim, se houver algum elemento de verdade muito considerável nas alegações que estão acompanhando esta carta, eu devo questionar seriamente seu bom julgamento e sua auto-disciplina, além de levantar dúvidas sérias em minha mente sobre sua utilidade futura. | ” |

Eisenhower não manteve registros formais dos incidentes, exceto em seus próprios arquivos secretos. Ainda assim, ele sugeriu fortemente que Patton se desculpasse para todos os envolvidos. Patton trouxe Bennett para seu escritório em 21 de agosto, desculpando-se e apertando a mão do soldado. Ele encontrou-se no dia seguinte com Currier e a equipe médica que tinha testemunhado os dois eventos, expressando arrependimento por suas "ações impulsivas". O general contou para os presentes a história de um amigo da Primeira Guerra Mundial que cometeu suicídio após fugir do dever e afirmou que procurou evitar que algo parecido ocorresse outra vez. Ele trouxe Kuhl para seu escritório em 23 de agosto, também desculpando-se e apertando sua mão. O soldado depois disso falou que Patton era "um grande general" e que "na época, ele não sabia o quão doente eu estava". Currier comentou posteriormente que as afirmações de Patton soaram como "nenhuma desculpa, uma tentativa de justificar o que tinha feito".
Patton escreveu que "É até um comentário sobre justiça quando um comandante do Exército precisa falar manso com um fujão para aplacar a timidez daqueles acima". As notícias dos incidentes começaram a espalhar-se informalmente pelas tropas do Sétimo Exército na forma de fofocas, então o general visitou cada divisão sob seu comando entre os dias 24 e 30 de agosto e fez discursos de aproximadamente quinze minutos elogiando o comportamento das tropas e desculpando-se por qualquer instância em que tenha sido excessivamente severo, fazendo apenas referências vagas aos dois incidentes das bofetadas. Patton ficou emocionado em seu último discurso para a 3ª Divisão de Infantaria quando os soldados começaram a apoiá-lo ao gritar "Não, general, não, não" a fim de impedi-lo de se desculpar.
Em carta de 24 de agosto ao general George Marshall, Chefe do Estado Maior do Exército dos Estados Unidos, Eisenhower elogiou as realizações de Patton como comandante do Sétimo Exército e sua conduta na campanha da Sicília, destacando particularmente sua habilidade de tomar a iniciativa. Ainda assim, Eisenhower salientou que Patton continuava "a exibir alguns traços lamentáveis, os quais você e eu sempre soubemos". Ele informou Marshall sobre os dois incidentes do começo de agosto e sua exigência para que Patton se desculpasse. Eisenhower afirmou que acreditava que seu subordinado pararia de se comportar dessa maneira "porque, fundamentalmente, ele é tão ávido por reconhecimento como um grande comandante militar que irá suprimir impiedosamente qualquer hábito próprio que possa ameaçar isso". Patton entregou uma carta de remorso a Eisenhower quando este foi para a Sicília em 29 de agosto a fim de condecorar Montgomery com a Legião do Mérito.

### Atenção da mídia
Informações sobre os incidentes das bofetadas espalharam-se informalmente entre os soldados até eventualmente alcançar os correspondentes de guerra. Uma das enfermeiras que testemunhou o incidente de 10 de agosto aparentemente contou do ocorrido para seu namorado, um capitão do destacamento de relações públicas do Sétimo Exército. A partir dele, um grupo de quatro jornalistas cobrindo as operações da Sicília souberam do incidente: Demaree Bess do The Saturday Evening Post, Merrill Mueller da NBC News, Al Newman da Newsweek e John Charles Daly da CBS News. Os quatro entrevistaram a enfermeira e outras testemunhas, porém decidiram levar a questão até Eisenhower antes de enviarem a história para seus editores. Bess, Mueller e Quentin Reynolds da Collier's voaram até Argel, com Bess dando em 19 de agosto um resumo dos incidentes das bofetadas para o major-general Walter Bedell Smith, o chefe de gabinete de Eisenhower. Os repórteres perguntaram diretamente a Eisenhower sobre os eventos, com o general pedindo para que a história fosse suprimida porque o esforço de guerra não poderia se dar ao luxo de perder Patton. Os jornalistas inicialmente concordaram, porém logo exigiram que Eisenhower demitisse Patton em troca da não publicação da história, algo que ele recusou.
A história do incidente de Kuhl foi dada na imprensa norte-americana em 21 de novembro pelo colunista Drew Pearson durante seu programa de rádio. Pearson recebeu os detalhes do evento e outros materiais sobre Patton a partir de seu amigo Ernest Cuneo, um oficial do Escritório de Serviços Estratégicos, que obteve as informações de arquivos do Departamento da Guerra e correspondências. A versão do colunista misturou detalhes dos dois incidentes das bofetadas, mas relatou falsamente que o soldado em questão estava visualmente "fora de si", dizendo para o general "abaixar-se ou as artilharias iriam pega-lo" e que em resposta "Patton bateu no soldado, derrubando-o no chão". Pearson pontuou sua transmissão ao afirmar duas vezes que Patton jamais seria usado em combate, mesmo ele não tendo nenhum fato para basear essa previsão. O Quartel-General Aliado respondeu negando que o general tinha recebido uma repreensão oficial, mas confirmou que ele tinha batido em pelo menos um soldado.
Beatrice, a esposa de Patton, falou com a imprensa sobre o general. Ela apareceu em True Confessions, uma revista feminina, onde caracterizou o marido como "o General mais durão e implacável no Exército dos Estados Unidos ... mas ele é muito bondoso, na verdade". Ela também apareceu em 26 de novembro em um artigo do The Washington Post. Apesar de não tentar justificar as ações de Patton, Beatrice o caracterizou como um "grande perfeccionista", afirmando que ele importava-se profundamente com os homens sob seu comando e não pediria para que fizessem algo que o próprio não faria:
| “ | Sabe-se que ele chora nos túmulos dos homens, além de arrancar suas pernas. A ação foi feita e o erro cometido, e tenho certeza que Georgie sente muito e se puniu mais do que qualquer um pode compreender. Eu conheço George Patton faz 31 anos e eu nunca soube dele ser deliberadamente injusto. Ele cometeu erros e pagou por eles. Este foi um grande erro e ele está pagando um grande preço por isso. | ” |

### Reação pública
Foram feitas exigências pela dispensa de Patton tanto no Congresso dos Estados Unidos quanto em jornais de todo o país O deputado federal Jed Johnson de Oklahoma descreveu as ações do general como um "incidente desprezível" e ficou "embasbacado e revoltado" que Patton ainda estava com um comando. Ele pediu pela dispensa imediata do general sob a alegação que suas ações não mais o qualificavam como útil para o esforço de guerra. O deputado Charles B. Hoeven de Iowa afirmou na câmara que os pais dos soldados não precisavam mais preocuparem-se que seus filhos estavam sendo abusados por "oficiais de cabeça quente". Ele se perguntou se o exército tinha "sangue e tripas demais". Eisenhower enviou um relatório a Henry L. Stimson, o Secretário da Guerra dos Estados Unidos, que o repassou ao senador Robert Rice Reynolds da Carolina do Norte, presidente do Comitê do Senado sobre Assuntos Militares. O relatório explicou a resposta de Eisenhower aos incidentes e deu detalhes sobre as décadas de serviço militar de Patton. Eisenhower concluiu dizendo que Patton era indispensável para o esforço de guerra e que ações corretivas seriam tomadas quando adequadas. Os investigadores enviados ao comando do general descobriram que ele permanecia esmagadoramente popular entre suas tropas.
O governo tinha recebido aproximadamente 1500 cartas relacionadas a Patton até dezembro, com muitos pedindo por sua dispensa e outros o defendendo ou pedindo sua promoção. Herman F. Kuhl, o pai de Kuhl, escreveu para seu deputado afirmando que perdoava o general pelo incidente e pedindo para que ele não fosse disciplinado. Oficiais aposentados também comentaram a questão. O general Charles Pelot Summerall, ex-Chefe do Estado Maior do Exército, escreveu para Patton que estava "indignado sobre a publicidade dada a um incidente trivial", também dizendo que seja lá o que Patton tinha feito, ele tinha certeza que foi "justificado por provocação. Tais covardes costumavam ser executados, hoje são apenas encorajados". O major-general Kenyon A. Joyce, amigo de Patton, atacou Pearson como um "sensacionalista", dizendo que "bondades" deveriam ser deixadas para "tempos mais calmos". Uma notável exceção foi o general dos exércitos John J. Pershing, amigo e antigo mentor de Patton, que condenou publicamente suas ações, algo que deixou Patton "profundamente magoado" e fez com que os dois nunca mais conversassem.
Eisenhower manteve Patton na guerra da Europa após consultar-se com Marshall, Stimson e John J. McCloy, o Secretário da Guerra Assistente, porém o Sétimo Exército não foi mais usado em combate. Patton permaneceu na Sicília pelo restante do ano. Marshall e Stimson não apenas apoiaram a decisão de Eisenhower, como também a defenderam onde necessário. O secretário posteriormente afirmou em carta ao Senado dos Estados Unidos que o general precisava ser mantido no confronto pela necessidade de sua "liderança agressiva e vitoriosa nas amargas batalhas que estão por vir antes da vitória final". Stimson ainda assim reconheceu que manter Patton no exército era uma ação ruim para as relações públicas, mas manteve-se convencido que era a decisão correta a partir do ponto de vista militar.

## Invasão da Europa
Eisenhower, apesar de suas afirmações para Patton, nunca chegou a considerar seriamente removê-lo do serviço ativo na Segunda Guerra. Ele escreveu sobre os incidentes antes deles terem chamado a atenção da mídia: "Se este negócio algum dia sair, eles estarão uivando pelo escalpo de Patton, e esse será o fim do serviço de Georgie neste guerra. Simplesmente não posso deixar isso acontecer. Patton é indispensável para o esforço de guerra – uma das garantias de nossa vitória". Patton mesmo assim não comandou uma força em combate desde a captura de Messina em agosto de 1943 até julho de 1944, onze meses depois.

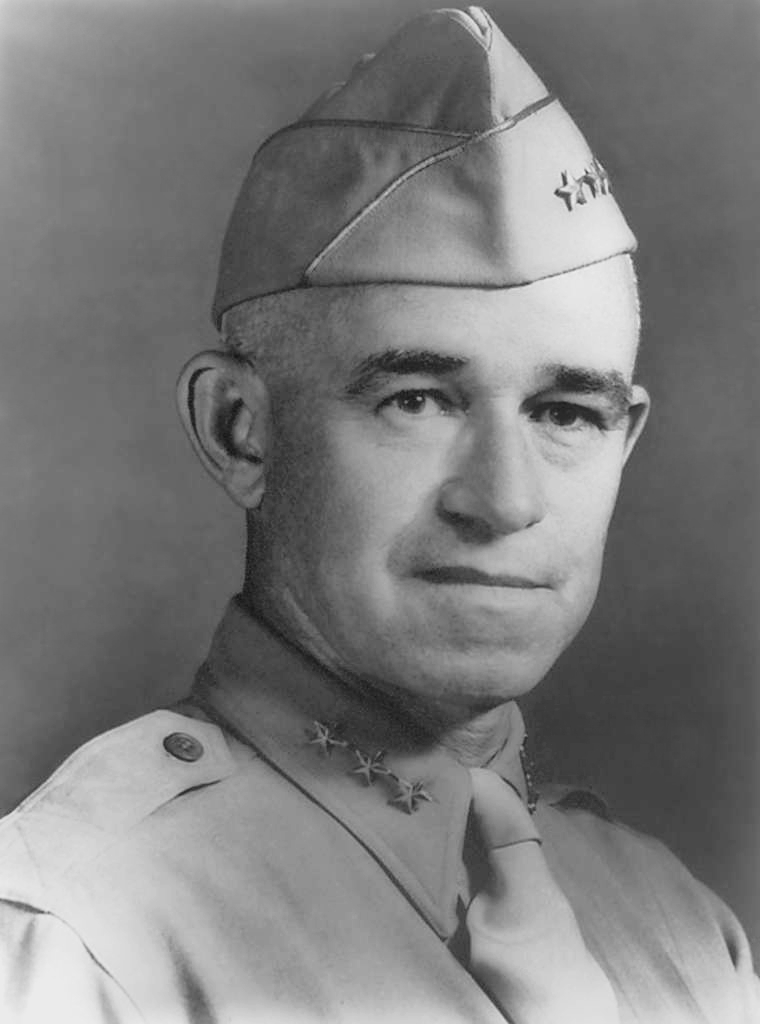
Bradley em 1943–44, quem Eisenhower selecionou para liderar as forças norte-americanas na invasão da Normandia. Bradley era um ex-subordinado de Patton que tornou-se seu superior.

Ele foi ignorado para liderar a invasão da Europa. Bradley, que era inferior tanto em patente quanto experiência, foi selecionado em setembro de 1943 para comandar o Primeiro Exército em formação no Reino Unido para a Operação Overlord. Eisenhower afirmou que essa decisão já tinha sido tomada meses antes dos incidentes das bofetadas terem se tornado públicos, porém Patton comentou que achava eles tinham sido a razão por terem lhe negado o comando. Eisenhower já tinha decidido-se em Bradley por achar que a invasão da Europa era muito importante para arriscar qualquer incerteza. Apesar de tanto Eisenhower quanto Marshall acharem que Patton era um excelente comandante em nível divisional, ambos acreditavam que Bradley possuía dois dos traços necessários para um comandante em nível de teatro de operações, enquanto Patton carecia de ambos: um comportamento calmo e ponderado e uma natureza consistentemente meticulosa. Os incidentes das bofetadas apenas confirmaram que Patton carecia da habilidade de exercer autodisciplina e autocontrole em tal nível de comando. Ainda assim, Eisenhower enfatizou sua confiança nas habilidades de seu subordinado como comandante de campo ao recomendá-lo para promoção a general quatro estrelas em carta pessoal a Marshall no dia 8 de setembro, salientando suas realizações anteriores em combate e admitindo que Patton possuía uma "força motriz" que Bradley não tinha.
Eisenhower foi nomeado Comandante Supremo Aliado na Europa. Enquanto a atenção da mídia sobre os incidentes começava a cair, McCloy contou a Patton que ele eventualmente voltaria para o combate. O general foi brevemente considerado para liderar o Sétimo Exército na Operação Dragão, porém Eisenhower achou que sua experiência seria mais útil na Campanha da Normandia. Tanto Marshall quanto Eisenhower acordaram que Patton comandaria um exército de campo depois das forças de Bradley terem conduzido a invasão inicial da Normandia, com este subsequentemente comandando o grupo de exércitos. Patton foi informado em 1 de janeiro de 1944 apenas que seria dispensado do comando do Sétimo Exército e iria para a Europa. Ele escreveu em seu diário que demitiria-se caso não recebesse o comando de um força. O general recebeu formalmente em 26 de janeiro o comando do recém formado Terceiro Exército, partindo para o Reino Unido a fim de preparar para combate os soldados inexperientes. Isto o ocupou pelo restante da primeira metade do ano.
Eisenhower explorou a situação de Patton e o enviou em várias viagens bem divulgadas no fim de 1943. Ele viajou para Angel, Túnis, Córsega, Cairo, Jerusalém e Malta em um esforço para confundir os alemães sobre o local do próximo ataque. O Alto Comando Alemão ainda tinha mais respeito por Patton do que por qualquer outro comandante Aliado e o considerava central para qualquer plano de invasão da Europa pelo norte. Por esse motivo, o general foi feito no começo de 1944 a peça central da Operação Fortitude de desinformação. Os Aliados alimentaram a inteligência alemã através de agentes duplos com uma corrente de informações falsas dizendo que Patton fora nomeado comandante do Primeiro Grupamento do Exército e estava se preparando para uma invasão de Pas-de-Calais na França. O comando do Primeiro Grupamento era na verdade um exército "fantasma" formado por chamarizes, objetos falsos e sinais de rádio baseados no sudoeste do Reino Unido a fim de enganarem as aeronaves alemães e fazer os líderes do Eixo acreditarem que uma enorme força estava se reunindo no local. Patton recebeu ordens de manter-se discreto com o objetivo de enganar os alemães que ele estava em Dover, quando na verdade estava treinando o Terceiro Exército. O 15º Exército alemão permaneceu em Pas-de-Calais como resultado da Operação Fortitude. Essa força permaneceu lá até mesmo depois da invasão da Normandia em 6 de junho de 1944. Patton e seu exército viajaram para a França e entraram em combate no mês seguinte.